# Automatikuhr
Unter einer Automatikuhr oder Automatic-Armbanduhr (gekennzeichnet oft als automatic, im Französischen auch montre perpétuelle) wird eine mechanische Armbanduhr verstanden, die ihre Uhrfeder durch Bewegungen beim Tragen mittels eines Unwucht-behafteten Rotors selbständig aufzieht. Man spricht auch von einer Uhr mit automatischem Aufzug oder Uhr mit Selbstaufzug. Dies macht ein regelmäßiges manuelles Aufziehen der Feder überflüssig, sofern die Uhr genügend getragen wird (im Gegensatz zu einer Uhr mit Handaufzug).
Die Kraftübertragung erfolgt mit Sperrklinken und Zahnraduntersetzung in kleinen Schritten. Frühe Modelle von Automatik-Armbanduhren waren teilweise mit einer Pendelschwungmasse (umgangssprachlich auch „Hammerautomatik“) anstatt eines Rotors ausgestattet.

## Funktionsprinzip

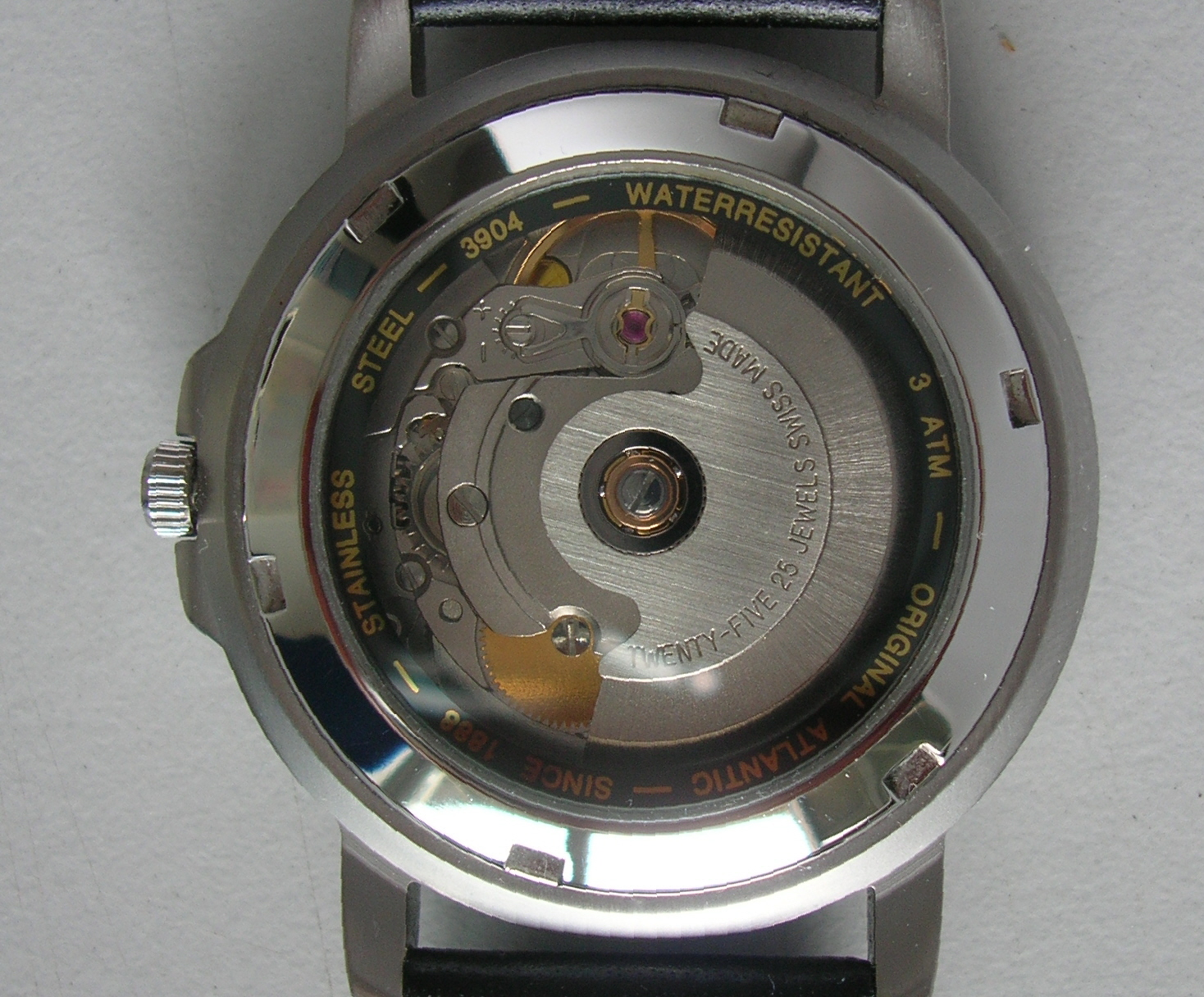
Rückseite einer Automatik-Uhr ETA - Kaliber 2824-2

Ein unwuchtbehafteter Rotor (ein drehbares Massestück), verharrt bei Bewegungen des Uhrgehäuses aufgrund seiner Trägheit und der Schwerkraft tendenziell in seiner Position. Hieraus kann vom Aufziehmechanismus ein Drehmoment gewonnen werden. Die Uhrfeder wird üblicherweise bei beiden Drehrichtungen des Rotors relativ zum Uhrwerk (bidirektional) aufgezogen. Erfolgt die Drehung des Gehäuses axial zum Rotor, wirkt das Trägheitsmoment des Rotors. Dies funktioniert also auch in der Schwerelosigkeit. Wird die Uhr aus der Horizontalen gekippt, dreht sich der Schwerpunkt des Rotors nach unten – hier wirkt die Schwerkraft.
Eine Rutschkupplung verhindert ein Überdrehen der Zugfeder, wenn die Uhr bereits voll aufgezogen ist. Hierzu liegt die Uhrfeder im Federgehäuse lediglich an und rutscht, sobald sie voll gespannt ist. Anstatt eines Rotors wie auf dem Foto wird bei besonders flachen Automatikuhren ein sogenannter Mikrorotor verwendet, der in das Uhrwerk integriert ist, um so die Bauhöhe der Uhr zu verringern. Solche Mikrorotoren werden oft aus massivem Gold gefertigt, um mittels dessen hoher Dichte die benötigte Masse zum effizienten Aufzug der Feder zu erreichen.
Automatikuhren (Uhren mit Selbstaufzug) haben eine zumeist konstant gespannte Feder und somit eine gleichmäßigeren Lauf als eine Uhr mit Handaufzug. Damit verbunden ist ein geringerer Uhrenfehler.
Rechts ist der mit fünf Kugeln gelagerte Rotor zu sehen. Alternativ können die meisten Automatikuhren auch mit der Krone aufgezogen werden.
Die Gangreserve (auch Gangautonomie), d. h. die Zeit, die das vollständig aufgezogene Uhrwerk läuft, nachdem die Uhr das letzte Mal bewegt wurde, beträgt etwa 35 bis 80 Stunden. Manche Uhren haben eine Gangreserveanzeige.
Automatikuhren mit Pendelschwungmasse nutzen nicht den maximal zur Verfügung stehenden Aufzugsweg wie Automatikuhren mit einem Rotor. Die Schwungmasse wird beidseitig von Federn gestoppt, die Gangreserve ist meistens geringer.
Für Automatikuhren werden elektrische Uhrenbeweger angeboten, damit die Uhr nicht stehen bleibt, wenn sie nicht getragen wird.

## Autoquarz-Uhrwerk

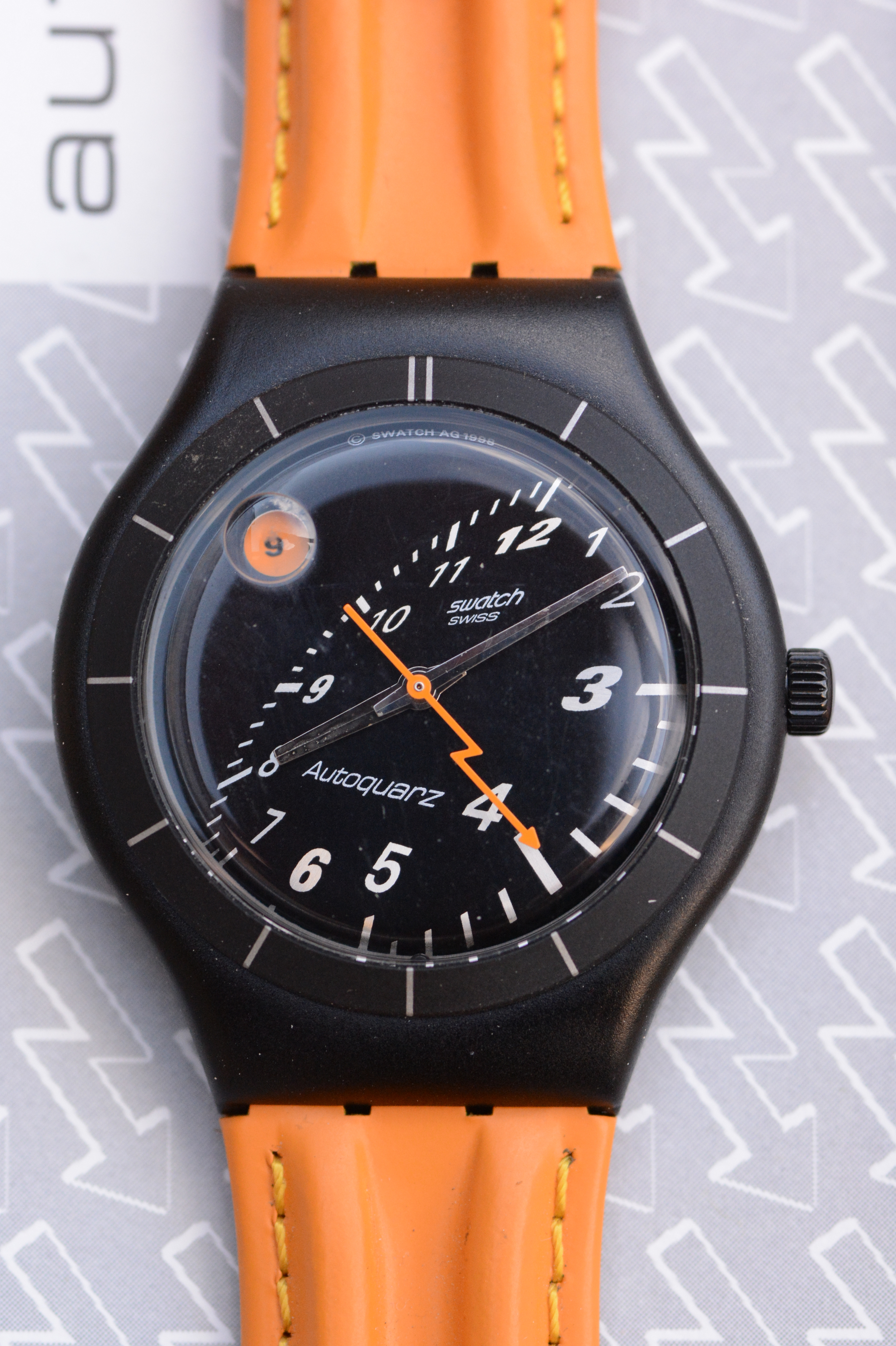
Swatch Autoquarz-Uhr, 1998

Ein sogenanntes Autoquarz-Uhrwerk enthält eine Quarzuhr, die ihre Antriebsenergie von einem mechanischen Aufzugsrotor bezieht. Die kinetische Energie, welche die Bewegungen des Handgelenks der Uhr zuführen, versetzt den exzentrischen Aufzugsrotor in Bewegung – ebenso wie bei einer mechanischen Automatikuhr. Die Drehbewegung treibt einen elektrischen Generator an, der seinerseits einen Akkumulator oder einen Kondensator auflädt, woraus die Quarzuhr versorgt wird.
Im Jahr 2007 gab es die Seiko Kinetic und die ETA Autoquartz. Das ETA-Werk unterscheidet sich vom Kinetic-Werk dadurch, dass der Rotor den Generator nicht direkt antreibt, sondern einen kleinen Federspeicher aufzieht. Immer wenn er vollständig aufgezogen ist, läuft er automatisch ab und treibt den Generator. Der Generator läuft dadurch mit hoher Drehzahl und arbeitet effizienter. Der Federspeicher lässt sich auch von Hand mit der Krone aufziehen.

## Geschichte
Die bis 1775 erfolgte Erfindung des automatischen, bidirektionalen Aufzugs mit Rotor und Wechsler für Taschenuhren wird Abraham-Louis Perrelet zugeschrieben. Spätestens 1778 hatte auch Hubert Sarton eine Taschenuhr mit automatischem Aufzug entwickelt. Auch Abraham Louis Breguet stellte 1787 einen Vorläufer des modernen Automatikwerks her. Seine Taschenuhr mit automatischem Aufzug nannte er Perpetuelle.
Der einfache Handaufzug über die Krone (ohne den früher notwendigen Schlüssel) machte es den teureren Automatiktaschenuhren zunächst schwer, sich durchzusetzen, obwohl es sie seit ca. 1770 bereits gab.
1922 schuf die französische Firma Leroy die erste Armbanduhr mit Automatikwerk, die jedoch nicht verkauft wurde. Sie war durch eine Pendelschwungmasse angetrieben. Als Erfinder dieser Automatikuhr ist John Harwood bekannt, ein britischer Uhrmacher von der Isle of Man. Seine ab 1914 entwickelte Idee mündete am 16. Oktober 1923 im Antrag eines Patents in der Schweiz, das er am 1. September 1924 erhielt. Zusammen mit Fortis oder Blancpain brachte er 1926 jeweils ein Uhrenmodell heraus.
Die Rolex Oyster Perpetual von 1931 gilt als die erste funktionsfähige Automatikarmbanduhr mit einseitig aufziehbarem Rotor; das von dem aus Kulmbach stammenden Hans Wilsdorf entwickelte Prinzip dieses Rotor-Selbstaufzugs wurde weltweit 1932 für die Firma patentiert. Durch Eterna wurde 1948 der seinerzeit zukunftsweisende kugelgelagerte Rotor erfunden. Die ersten Automatikuhren in Deutschland wurden von Bifora, Durowe und Junghans gebaut.